# Балли, Даниеле
Даниеле Балли (итал. Daniele Balli; род. 16 сентября 1967 года во Флоренции, Италия) — итальянский футболист и тренер. В настоящее время тренирует вратарей в клубе «Сан-Миниато».

## Биография
Воспитанник тосканского футбола. Даниеле дебютировал за свой родной клуб «Эмполи» в сезоне 1991/92, когда клуб выступал в Серии C. До этого он 3 года набирался опыта в ещё более скромных командах «Тренто», «Мобильери» и «Темпио». Даниеле стал основным голкипером тосканцев в сезоне 1995/96, внеся свой вклад в возвращение своего клуба в Серию B. Отыграв в «Эмполи» ещё один год, Даниеле решил уйти в более крупную команду. Этой командой оказалась «Салернитана», в составе которой вратарь выиграл Серию B в сезоне 1997/98. 12 сентября 1998 года Даниеле дебютировал в Серии А, пропустив 3 гола от «Ромы». Всего в сезоне 1998/1999 голкипер провёл 31 встречу и пропустил 42 гола, а его клуб покинул класс сильнейших.
Вылетев с «Салернитаной» из Серии А, Даниеле ушёл из команды. В 1999—2002 годах он выступал в Серии B за «Тернану» и «Пистойезе», а в сезоне 2002/03 играл в Серии C2 за «Ночерину». В 2003 году Даниеле вернулся в родной «Эмполи», который в то время представлял Серию А, и во второй раз в карьере вылетел в Серию B по итогам сезона 2003/04. Голкипер помог тосканцам выиграть итальянский подэлитный дивизион в следующем году, а затем ещё 3 сезона представлял их в высшей лиге. 4 мая 2008 года Даниэле провёл свой последний матч в Серии А и на профессиональном уровне, пропустив 1 мяч от «Удинезе». На момент этой встречи ему было 40 лет и 231 день, благодаря чему он до сих пор находится в десятке самых возрастных игроков за всю историю Серии А. 
По итогам сезона 2007/08 «Эмполи» вылетел в Серию B, а Даниэле перебрался в «Пизу» из той же лиги, однако так и не провёл за неё ни одной игры. Отыграв следующие 3 сезона на любительском уровне, голкипер завершил карьеру игрока.
Даниеле не попрощался с футболом насовсем, занявшись тренерской деятельностью. В 2017—2020 годах он тренировал вратарей «Понтедеры», а сезоне 2021/22 занимался этим же в «Понсакко» (за который выступал в сезоне 1989/90, когда этот клуб назывался «Мобильери»). С 2022 года Даниеле тренирует голкиперов в клубе «Сан-Миниато».
Сын Даниеле Кристиан (род. 2002) тоже стал футбольным вратарём. Он воспитывался в системе «Пизы», а с 2022 года делает первые шаги во взрослом футболе.

## Достижения
«Салернитана»
- Победитель Серии B (1): 1997/98

 «Эмполи»
- Победитель Серии B (1): 2004/05
- Обладатель Кубка Серии C (1): 1995/96